# Sadelöga
Sadelöga är en ö som ligger en dryg sjömil öster om Utö i Stockholms skärgård (mellan Utö och Stabbo).
Sadelöga var ett kronohamnsfiske och finns upptaget i skattelängder från 1550-talet, men fiske har troligen bedrivits här längre än så. 1642 överläts Sadelöga från kronan till kammarrådet Conrad Falkenberg. Idag finns ett tiotal husgrunder från fiskebodar kvar på Sadelöga och den intilliggande ön Bodskär.
1690 byggdes det första torpet på Sadelöga. Det torpet bränndes troligen ner under rysshärjningarna 1719. Det torp som står på Sadelöga idag är av senare datum. Naturhamnen vid torpet på öns norra sida är ganska grund och stenig, men sunden mellan Sadelöga och Kaskär i väster samt mellan Sadelöga och Bodskär i öster erbjuder goda förtöjningsplatser.